# Церковь Рождества Христова (Сокольское)
Церковь Рождества Христова — православный храм, находящийся в селе Сокольском, Лухский район, Ивановская область.

## История
Церковь Рождества Христова в Сокольском построена в 1803 г. На строительство храма 500 рублей пожаловал российский император Александр I.
По данным, опубликованным в 1863 г. И. Беляевым, в храме существовали престолы: в честь Рождества Иисуса Христа и святой мученицы Параскевы.

## В настоящее время
Храм был окружён оградой, при нём существовало кладбище. Ныне храм заброшен. 